# خرید نامحسوس
خرید نامحسوس به روشی از عمل خرید گفته می‌شود که در بیشتر مواقع توسط شرکت‌های تحقیقاتی بازار، گزارشگران بازار یا توسط خوده شرکت‌ها برای بررسی و تحلیل کیفت، رعایت مقررات فروش و مشتری یا جمع‌آوری اطلاعات خاص در مورد محصول و خدمات می‌باشد. هویت شخص خریدار در این عملیات نامحسوس می‌ماند و برای فروشنده ای که تحت ارزیابی می‌باشد محرز نیست.
خریدار نامحسوس یک سری کارها را برای پیشبرد فرایند انجام می‌دهند مانند خرید مستقی، سؤال در مورد کالا یا خدمات، ثبت شکایت یا برخورد متفاوت با فروشنده و در آخر تهیه گزارش از وقایعی که اتفاق افتاده‌است.

## توسعه
خرید نامحسوس یک فرایند معمول در دهه ۴۰ میلادی بود که بوسیله آن صداقت کارمندان را اندازه‌گیری می‌کردند. ابزارهای مورد استفاده این فرایند شامل پرسشنامه‌ها یا ضبط کامل صدا و تصویر بود. روش نا محسوس را می‌توان در جاهای مختلف مانند فروشگاه‌ها، رستوران‌ها، هتل، سینماها و غیره استفاده کرد. از سال ۲۰۱۰ استفاده از روش رو به افزایش است مخصوصاً در صنعت گردشگری پزشکی.

## رشد
در سال ۲۰۰۴ صنعت خرید نامحسوس در آمریکا ۶۰۰ میلیون دلار ارزش داشت. در گزارشی اشاره شده، شرکت‌هایی که از چنین خدماتی بهره بردند بین سال‌های ۲۰۰۳ و ۲۰۰۴ شاهد رشد ۱۱٫۱٪ درصدی بودند. در همین گزارش اعلام شد ۸٫۱ میلیون خرید نامحسوس در سال ۲۰۰۴ صورت گرفته‌است. اینگونه فعالیت‌ها خیلی بیشتر در حال شکل گرفتن در اروپا هستند و به صورت قالبی از فرایند شرکت تبدیل می‌شوند.